# الإقليم الوسط شمالي (بوركينا فاسو)
الإقليم الوسط شمالي (بالفرنسية: Centre-Nord) هو أقليم في بوركينا فاسو، بلغ عدد سكانه 1,203,073 نسمة وذلك حسب إحصائيات سنة 2006، عاصمته كايا (بوركينا فاسو)، تبلغ مساحته 19,829.0 كيلومتر مربع.

## الموقع
يشترك في الحدود مع:
- الساحل  [لغات أخرى]‏
  - الهضبة الوسطى  [لغات أخرى]‏
  - الوسط شرقي  [لغات أخرى]‏
  - الشرقي  [لغات أخرى]‏
  - المنطقة الشمالية (بوركينا فاسو).

## التقسيمات الإدارية
- محافظة بام
- محافظة نامنتنغا  [لغات أخرى]‏
- مقاطعة سانماتنغا  [لغات أخرى]‏.